# Rua do Ouvidor (Rio de Janeiro)
A Rua do Ouvidor é um logradouro localizado no Centro do Rio de Janeiro, no Brasil. Liga o Largo de São Francisco à Orla Conde.

## História
Originou-se de um caminho que dava acesso aos armazéns ou trapiches, como eram conhecidos à época, do antigo porto do Rio, aproximadamente onde hoje se localiza o Centro Cultural dos Correios. Teve vários nomes, tais como Rua Desvio do Mar, Rua do Gadelha, de Aleixo Manuel Albernaz, do Barbalho, da Santa Cruz, da Quitanda, de Pedro da Costa, da Sé Nova, entre outros.
O nome Rua do Ouvidor foi efetivado, em 1780, por influência popular, devido ao fato de, nela, residir o ouvidor-mor da cidade, Francisco Berquó da Silveira.
Era considerada a rua mais importante da cidade do Rio: era onde se localizava a maioria dos jornais cariocas e lugar para o qual se dirigia grande parcela da população à busca de notícias. Isso até 1900, quando houve a inauguração da Avenida Rio Branco e esta lhe tirou este posto. Já, em 1824, escreveu o viajante germano-báltico Ernst Ebel: "Ao entrarmos, porém, na rua do Ouvidor, acreditamo-nos transportados para Paris, porque nela se estabeleceram os franceses e, na verdade, com aquela elegância que lhes é peculiar." Machado de Assis, em seus textos, como a crônica do Livreiro da Rua do Ouvidor, já festejava a suntuosidade que era esta rua no final do século XIX. Os cafés, as livrarias, tudo que vinha de novidades do Velho Mundo, antes passava pela Rua do Ouvidor. Após a construção da antiga Avenida Central (atual Avenida Rio Branco) e, posteriormente, a Avenida Presidente Vargas, a Rua do Ouvidor caiu em decadência, servindo de base de pequenas lojas em grande quantidade.
A rua foi enredo da Escola de samba Acadêmicos do Salgueiro no Carnaval de 1991, com o título "Me Masso Se não Passo pela Rua do Ouvidor" assinado pela carnavalesca Rosa Magalhães.
Na atualidade, é uma rua comercial muito movimentada, embora seja estreita em largura. Possui dezenas de lojas (principalmente de roupas e calçados), agências bancárias, galerias comerciais, livrarias, botequins e restaurantes, prédios de escritórios e outros estabelecimentos.